# رافع بن عنجدة
رافع بن عنجدة الأوسي الأنصاري صحابي جليل من بني عمرو بن عوف بن مالك بن الأوس شهد مع النبي محمد ﷺ غزوة بدر قال ابن هشام: «عنجدة أمه، واسم أبيه عبد الحارث». وقال صلاح الدين الصفدي: «شهد رافع بن عنجدة بدراً وأحداً والخندق».